# Kate Austen
Katherine „Kate“ Austen je fiktivní postava ze seriálu Ztraceni, její roli ztvárňuje Evangeline Lilly. Kate je další zachráněnou z havarovaného letu 815 společnosti Oceanic Airlines. Je na útěku před spravedlností a většinu života ji pronásleduje agent Mars. Zdá se, že Kate stále jen utíká před svou minulostí, a to i na ostrově. Útěk je pro ni způsobem, jak se vyhnout problémům.
V dílech 3.série (dohromady je jich 6) se jí podařilo společně se Sawyerem utéct ze zajetí „Těch druhých“. Po návratu na ostrov ztracených se rozhodla vrátit zpět a zachránit také Jacka. Právě je s Jackem, Sayidem a Juliet na cestě zpět na pláž. Během svého pobytu na ostrově si vytvořila silný vztah právě s Jackem, ale také se Sawyerem. Během jejího zajetí u „Těch druhých“ měla se Sawyerem krátký románek. Ten však pokračuje i nadále. Jack se s tím, že Kate si zvolila Sawyera a ne jeho, vyrovnává tím, že se snaží navázat vztah s Juliet. Když pak Kate zjistí, že je možná těhotná, Sawyer se přidává do skupiny Locka a s Kate se rozdělí. Za Sawyerem se vrátí, aby mu řekla, že těhotná není. Ten je z toho velice nadšený a právě proto se s ním Kate rozchází. Jejich společné budoucnosti to nepřeje a když společně letí na záchrannou loď, Sawyer vyskočí, protože je moc těžký. Tak se na 3 roky rozdělí (Sawyer zůstane na ostrově a Kate se vrátí domů).
Po návratu naváže vztah s Jackem, s kterým se dokonce i zasnoubí. Jejich vztah ale zkrachuje když Jack začne pít a mít halucinace. Společně s takzvanou „Oceanic 6“ se vrátí i malý Aaron, ale bez své matky Claire. Aarona tedy vychovává Kate a celému světu lže, že je to její biologický syn.